# 良止
良止（？—？），姬姓，良氏，名止，是伯有的儿子，郑国大夫。
前536年二月，有人梦见伯有披甲而行，说：“三月初二，我将要杀死驷带。明年正月二十七日，我又将要杀死公孙段。”到三月初二那一天，驷带死了，国人十分害怕。前535年，郑国有人因为伯有而互相惊扰，说：“伯有来了！”大家四散逃开，不知跑到哪里去才好。这年的正月二十七日，公孙段死了，国人就越来越恐惧了。下一月，子产立了公子嘉的儿子公孙洩和伯有的儿子良止做大夫，来安抚伯有的鬼魂，事情才停了下来。